# I cadetti di Guascogna
I cadetti di Guascogna è un film italiano del 1950 diretto da Mario Mattoli.
Il film prende ispirazione dal successo della canzone omonima I cadetti di Guascogna, composta nel 1949 da Larici e Rastelli con la musica del maestro Armando Fragna e  cantata da Clara Jaione.
Le musiche della colonna sonora sono eseguite dal complesso Orleans Jazz Band, con al pianoforte Luciano Sangiorgi. La parte vocale è affidata al tenore Ferruccio Tagliavini che canta il brano donizettiano da L'elisir d'amore, Una furtiva lacrima.
È il primo film in cui appare Ugo Tognazzi, all'epoca ventottenne ma già attore conosciuto come protagonista di riviste teatrali.

## Trama
Due giovani, Ugo e Walter, sono innamorati della stessa ragazza, Vittoria. Il padre di questa, per liberarla dai due, la manda nella cittadina di Bracciano, presso la pensione della sua zia Adelina. Ma, strana sorte, i due ragazzi, partono insieme per il servizio militare diretti proprio a Bracciano, dove incontrano la giovane.
Dopo varie insistenze riescono ad avere un appuntamento con lei. Prima dell'incontro, scoppia una rissa con gli altri commilitoni del reggimento e ciò causa ad Ugo e Walter la consegna in caserma. Da qui l'idea di mandare all'appuntamento un loro amico, il soldato Nino il quale, all'incontro con la ragazza subito se ne innamora.
Ugo e Walter tentano allora di screditare il rivale mettendo in giro la voce di un altro amore che Nino avrebbe per una "soubrette", in realtà soltanto la sorella di Nino, in città per uno spettacolo. A causa del comportamento di Ugo e Walter lo spettacolo sarà però annullato. I due pentiti riescono tuttavia, con l'aiuto della compagnia, ad allestirne un altro "I cadetti di Guascogna", con la partecipazione straordinaria del tenore Tagliavini.
Gran finale con riconciliazione generale e lieto fine.

## La critica
Su Film d'oggi dell'11 ottobre 1950 Mario Landi scriveva: